# Alexander Florstedt

Alexander Florstedt, um 1900

Otto Alexander Florstedt (* 9. August 1863 in Hedersleben; † 24. Januar 1929 in Arnswalde) war ein deutscher Jäger und Jagdschriftsteller.

## Biografie
Alexander Florstedt verbrachte seine Kindheit auf dem Gut seiner Eltern in Hedersleben bei Eisleben. Schon früh wurde in ihm die Liebe zur Natur und besonders zu den Tieren wach. Er hielt sich verschiedene Tiere, besonders Hunde, und interessierte sich auch für das Schießwesen. Nach dreijährigem Besuch der Volksschule in Hedersleben war Florstedt zwei Jahre im Eisleber Gymnasium – er ritt täglich von Hedersleben zur Schule – kam danach nach Halle in Pension (Lateinschule der Franckeschen Stiftungen) und bestand in Eilenburg das Examen. Anschließend diente er bei einem Reiterregiment in Potsdam, unternahm nach dem Militärdienst eine Sibirienreise und kehrte dann nach Hedersleben zurück, um die Landwirtschaft zu erlernen.
Durch die „Deutsche Jägerzeitung“ suchte er Beziehungen zu berühmten Jägern seiner Zeit. Er hatte Glück, dass er im Jahre 1890 mit Karpatenjägern in Verbindung treten konnte und so seine erste Reise ins Fogarascher Gebirge (Südkarpaten), östlich des Roten-Turm-Passes gelegen, unternehmen konnte. Er fasste den Gedanken, hier einige Jagden zu pachten und sich einzurichten.
1895 erlitt Alexander Florstedt einen Jagdunfall, bei dem ein Schrotschuss ihm das linke Schulterblatt zertrümmerte und die Lunge stark verletzte. Das linke Schulterblatt wurde operativ entfernt, daraufhin versteifte sich das linke Schultergelenk und der Gebrauch des linken Armes war dadurch stark beeinträchtigt.
1896 siedelte er nach Siebenbürgen über, um sich in der waldreichen Gebirgsgegend auszukurieren.
Durch Vermittlung siebenbürgischer Jagdfreunde konnte er von der damaligen ungarischen Regierung für 18 Jahre ein Gebiet im Fogarascher Gebirge (Südkarpathen) von etwa 10.000 ha Größe pachten. Hier hatte er reichlich zu tun und so baute er sich einen Jagdhof mit Wohnungen für Jäger, Hundezwinger und Ställen für Kleinvieh auf. In den weiten Gebieten wurden Jagdhütten eingerichtet. Weitere Unterkünfte wurden für Wildträger, Hundezüchter, Pferdepfleger und andere benötigt. Sein Wohnheim, ein herrschaftliches Jägerhaus, hatte er mitten im Walde, im Arpașul-Mare-Tal (heute Cabana Arpaș).
Bekannt wurde er durch seine Pferdezucht: Sommer und Winter brachten die Tiere im Freien zu, selbst die kältesten Winternächte. Daher hatten die Pferde im Winter einen Pelz.
Er war kein Jäger im damals üblichen Sinn, denn er schoss nur das Wild, das notwendigerweise erlegt werden musste, weil es überständig oder krank war. Vor dem Schuss beobachtete er die Tiere genau. Für das gesunde Wild schuf er in den Wäldern Schongebiete, die den Lebensgewohnheiten der jeweiligen Wildart entsprachen. Damit war er seiner Zeit voraus. Der Wildbestand wuchs dadurch bedeutend.
In den Bukowina pachtete Florstedt ein Waldgebiet von 50.000 Morgen – 125 km², sieben bis acht Mal so groß wie die Fläche der Stadt Eisleben. Hier setzte er Jäger zur Hege und Pflege von Edelhirschen ein. Die in der Bukowina erlegten Hirsche brachten Trophäen, die auf den Berliner Jagdausstellungen großes Aufsehen erregten und mit höchsten Preisen ausgezeichnet wurden.
Im Sommer 1906 unternahm Alexander Florstedt eine viermonatige Fahrt durch das Taurus-Gebirge in Kleinasien und bezwang dort Höhen zwischen 3.000 und 4.000 Metern. Es erregte Bewunderung, dass Alexander Florstedt trotz des schweren Jagdunfalls mit der daraus entstandenen Behinderung sich dem Gebirgsjägerleben voll und ganz gewachsen zeigte.
1917 zog er nach Strausberg bei Berlin, später nach Arnswalde, heute in Polen. Nach seinem Tod gingen seine Jagdsammlungen und Trophäen an verschiedene Museen und Jagdvereine, so u. a. nach Straußberg und an den Jägerverein Magdeburg. Eine Restsammlung erwarb 1947 das Eisleber Museum, dazu kam 1950 noch der Teil der Sammlung, der sich im Vereinszimmer des „Mansfelder Hofes“ befand.
Seine Urne ist in Eisleben beigesetzt.
Alexander Florstedt war nicht nur Großwildheger und -jäger, er war auch Jagdschriftsteller.
In der „Deutschen Jägerzeitung“ und der Zeitschrift „Wild und Hund“ hat er laufend Beiträge veröffentlicht. Sein Hauptwerk „In den Hochgebirgen Asiens und Siebenbürgens“ erschien im Jahre 1928 im Verlag J. Neumann, Berlin und wurde damals in der Fachwelt begeistert aufgenommen. Ein zweites geplantes Buch wurde nicht mehr vollendet.

## Werke
- In den Hochgebirgen Asiens und Siebenbürgens. Jagderlebnisse u. Forschungsreisen, 1928
  - Nachdruck: Jagen in den Hochgebirgen Asiens und Siebenbürgens, (ISBN 3-7888-0618-4; Neuauflage, Reprint)